# Charagua
Charagua est une ville du département de Santa Cruz en Bolivie située dans la province de Cordillera. Sa population s'élevait à 2 737 habitants en 2001.